# Primaire présidentielle de l'UMP en 2007
La désignation du candidat de l'Union pour un mouvement populaire à l'élection présidentielle française de 2007 se déroule en janvier 2007 et voit la victoire de Nicolas Sarkozy, seul candidat. Ce concept de primaire est totalement inédit à droite pour un scrutin présidentiel en France, même s'il s’agit d'une primaire interne, c’est-à-dire réservée aux seuls adhérents de l'UMP.

## Prétendants
La date limite du dépôt des candidatures fut fixée au 31 décembre 2006.

### Candidat unique
Nicolas Sarkozy, 51 ans, président de l'UMP et ministre d'État, ministre de l'Intérieur et de l'Aménagement du territoire, fut auparavant maire de Neuilly-sur-Seine, député des Hauts-de-Seine, porte-parole du Gouvernement et ministre du Budget, ministre de la Communication par intérim, président du RPR par intérim, ministre de l'Intérieur, de la Sécurité intérieure et des Libertés locales, ministre d'État, ministre de l'Économie, des Finances et de l'Industrie.

### Candidats ayant renoncé
- Michèle Alliot-Marie, ministre de la Défense[2]
- Rachid Kaci, président du courant La Droite libre[3]
- Dominique de Villepin, Premier ministre
- Nicolas Dupont-Aignan, député[4]

## Débats
Trois forums de débat sont organisés en décembre 2006 par l'UMP. Ces forums étaient ouverts aux candidats à la candidature, mais aussi à toutes les personnalités du parti présidentiel qui souhaitaient intervenir.
- Le premier forum a lieu à Paris, le 9 décembre 2006. Il est consacré à la liberté afin d’évoquer principalement les questions économiques et la liberté d'initiative.
- Le deuxième forum a lieu à Lyon, le 14 décembre 2006. Il est consacré à l’égalité et ce sont les questions sociales, l'égalité des chances, l'intégration et la cohésion sociale qui sont débattues.
- Le troisième et dernier forum est organisé le 21 décembre 2006 à Bordeaux. Le thème du débat est la fraternité. Les sujets abordés sont l'écologie, les questions internationales ou encore la place de France dans le monde.

## Vote
Après le 21 décembre 2006 et le retrait de Rachid Kaci, Nicolas Sarkozy est le seul candidat à se présenter à la primaire, après avoir recueilli le nombre de parrainages de conseillers nationaux nécessaires. Les adhérents de l'UMP votent du 2 au 14 janvier 2007. Les résultats de la primaire sont les suivants :
Inscrits : 338 520

Votants : 233 779

Suffrages exprimés : 229 303

Abstention : 30,94 %
| Candidat | Candidat        | Suffrages | % des votants | % des exprimés |
| -------- | --------------- | --------- | ------------- | -------------- |
|          | Nicolas Sarkozy | 229 303   | 98,09 %       | 100 %          |

Le 14 janvier 2007, Nicolas Sarkozy est officiellement investi candidat de l'UMP à l'élection présidentielle lors d'un congrès organisé au Parc des expositions de la porte de Versailles, en présence de 110 000 personnes, dont les principales personnalités de la majorité. À la tribune, il prononce un « discours programme » dans lequel il manifeste sa volonté de rassembler le plus largement possible. Il est élu président de la République face à Ségolène Royal le 6 mai 2007.